# Pușevo, Veliko Tărnovo
Pușevo (în bulgară Пушево) este un sat în comuna Veliko Tărnovo, regiunea Veliko Tărnovo,  Bulgaria. 

## Demografie
Componența etnică a satului Pușevo
     Bulgari (95,65%)
     Romi (4,34%)
     Nicio identificare (0%)
     Altele (0%)
La recensământul din 2011, populația satului Pușevo era de 138 locuitori. Din punct de vedere etnic, majoritatea locuitorilor (95,65%) erau bulgari, cu o minoritate de romi (4,34%). Pentru 0% din locuitori nu este cunoscută apartenența etnică.